# János Szilássy

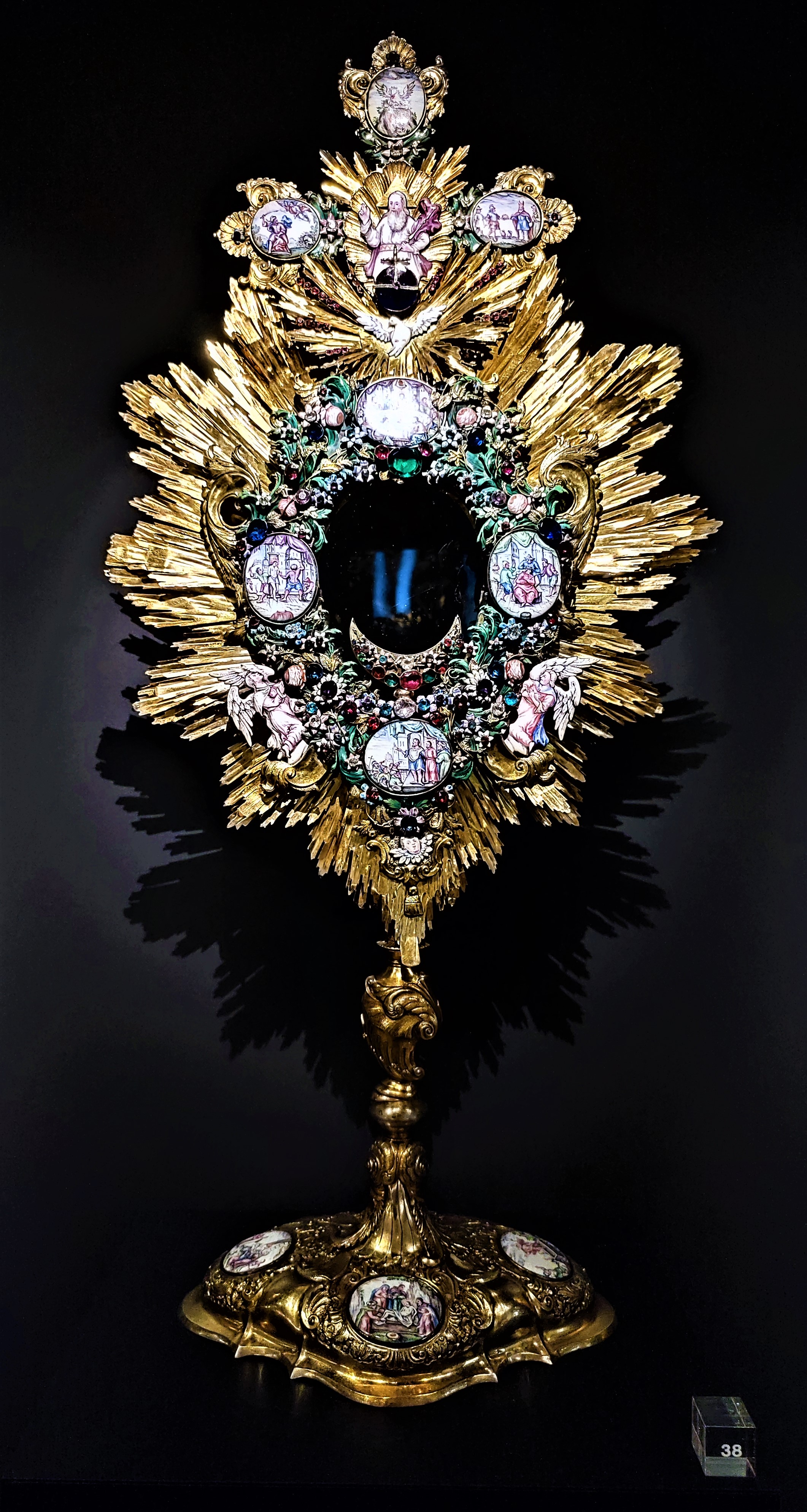
Custodia de János Szilássy; Museo de Artes Aplicadas de Praga

János Szilássy, también conocido en eslovaco como Ján Sliáši o Jánoš Siláši, (1707 Rožňava (?) - 6 de mayo de 1782 Levoča) fue un destacado orfebre y esmaltador eslovaco de los periodos barroco tardío y rococó, activo en Levoča. Su templo de plata se extendió por diversos rincones de la monarquía austriaca.

## Vida
No se sabe con exactitud dónde nació pero probablemente era hijo de Ján Siláši, un carpintero de Rožňava, y Rosália Peschovich, quienes se casaron en 1699. Según una fuente, su hermano mayor Juraj se convirtió en orfebre en Košice y Ján se volvió su aprendiz. Según la segunda versión aprendió el oficio con su padre. Tras años de ir de un lugar a otro, se instaló en Levoča en 1727, donde fue aceptado por la viuda del orfebre Andrej Reuter. El 27 de marzo de 1729 se convirtió en maestro orfebre y miembro del gremio de orfebres de Levoča. Antes de eso, en 1728, se casó con la hija de Andrej Reuter. Entre 1747 y 1776 tuvo siete aprendices. Su última obra datada es un conjunto de iglesia:  cáliz, custodia, portapaz y copón con el escudo de armas de la familia Vecsey de 1781. Trabajó toda su vida como orfebre y esmaltador en diversos encargos de la iglesia. Entre las más de 20 obras que se conservan hay sobre todo custodias, copones, pacificales y cálices. Además de retratos de santos o de los instrumentos del sufrimiento de Cristo, a veces pintó paisajes de ciudades en medallones de esmalte. Por ejemplo, retrató el panorama de Žilina o el incendio de Levoča en 1747.

## Firmas
Añadió a sus obras inscripciones grabadas o en relieve en latín o húngaro, a veces una firma en latín y una marca de fabricante en relieve con una etiqueta en forma de cartucho barroco con cuernos. También hay una marca de gremio, que consiste en el escudo de armas en relieve de la ciudad de Levoča (una cruz de dos brazos en una placa ovalada) y una marca de calidad de 13 por 13 lotes de plata.

## Obras selectas
Sus custodia solares son famosas, dotadas de un halo radiante, adornadas con medallones esmaltados de vivos colores y cristales tallados de colores, imitaciones de piedras preciosas. Al menos doce se han conservado en colecciones de acceso público:
- Museo de Artes Aplicadas de Praga
- Oficina parroquial Banská Bystrica (1763), también cáliz
- Oficina parroquial de Gelnice (1764)
- Oficina parroquial de Levoča : una obra maestra de 1729
- Oficina parroquial de Motešice - (1755)
- para Pezinok - (1754)
- Oficina parroquial de Rožňava
- Oficina parroquial Capítulo de Spiš (1730)
- Oficina parroquial Spišská Teplica
- Oficina parroquial Spišské Vlachy
- Oficina parroquial Spišský jueves (1769)
- Oficina parroquial de Vrbov

otras obras:
- Cáliz con medallones esmaltados de Žilina
- Portapaz de Levoča, oficina parroquial de Levoča - 1758